# Chessexite
La chessexite è un minerale.